# La partita (film 2018)
La partita è un film del 2018 scritto e diretto da Francesco Carnesecchi.
La pellicola, esordio di Carnesecchi nel lungometraggio, è stata proiettata in concorso al Rome Independent Film Festival del 2018.

## Trama
Una squadra di calcio giovanile si gioca la vittoria del campionato all'ultima giornata. Attorno alla partita, tra droga, scommesse clandestine, violenze e piccoli drammi familiari, si sviluppano le storie di Claudio, l'allenatore; Italo, il presidente della società; e Antonio, il capitano della squadra.

## Promozione
Il trailer del film è stato diffuso il 12 febbraio 2020.

## Distribuzione
Dopo essere rimasto in attesa di distribuzione per oltre un anno, il film è uscito nei cinema italiani il 27 febbraio 2020 ad opera di Zenit Distribution. Data la breve permanenza nei cinema a causa della pandemia di COVID-19, il film è stato pubblicato in streaming su Netflix il 1º settembre in tutti i paesi in cui è disponibile la piattaforma.

## Accoglienza

### Incassi
Al box office il film ha incassato 5,3 mila euro.

### Critica
Tommaso Tocci su MyMovies elogia lo sforzo di Carnesecchi mettendo in luce soprattutto che "Trovare una chiave cinematografica al materiale calcistico è compito storicamente ingrato in cui hanno fallito registi ben più esperti". Tocci ritiene che "In principio fu dunque il campo, che con una certa ambiguità di fondo viene elevato tanto a monumento di un calcio autentico e romantico, in via di estinzione, quanto al simbolo tragico dell'impossibilità di evolversi. Benché La Partita non sembri avere pieno controllo su tale ambivalenza, ciò non fa che rendere ancor più duro lo sviluppo della storia, che tiene legati una manciata di personaggi attraverso la rete metallica che circonda il campo, e raggiunge spesso livelli di pathos notevoli perché compressi in un micro-universo".